# Enghien
För andra betydelser, se Enghien (olika betydelser).

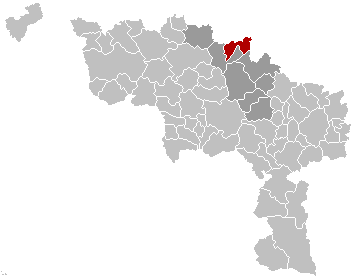
Enghiens läge inom provinsen Hainaut

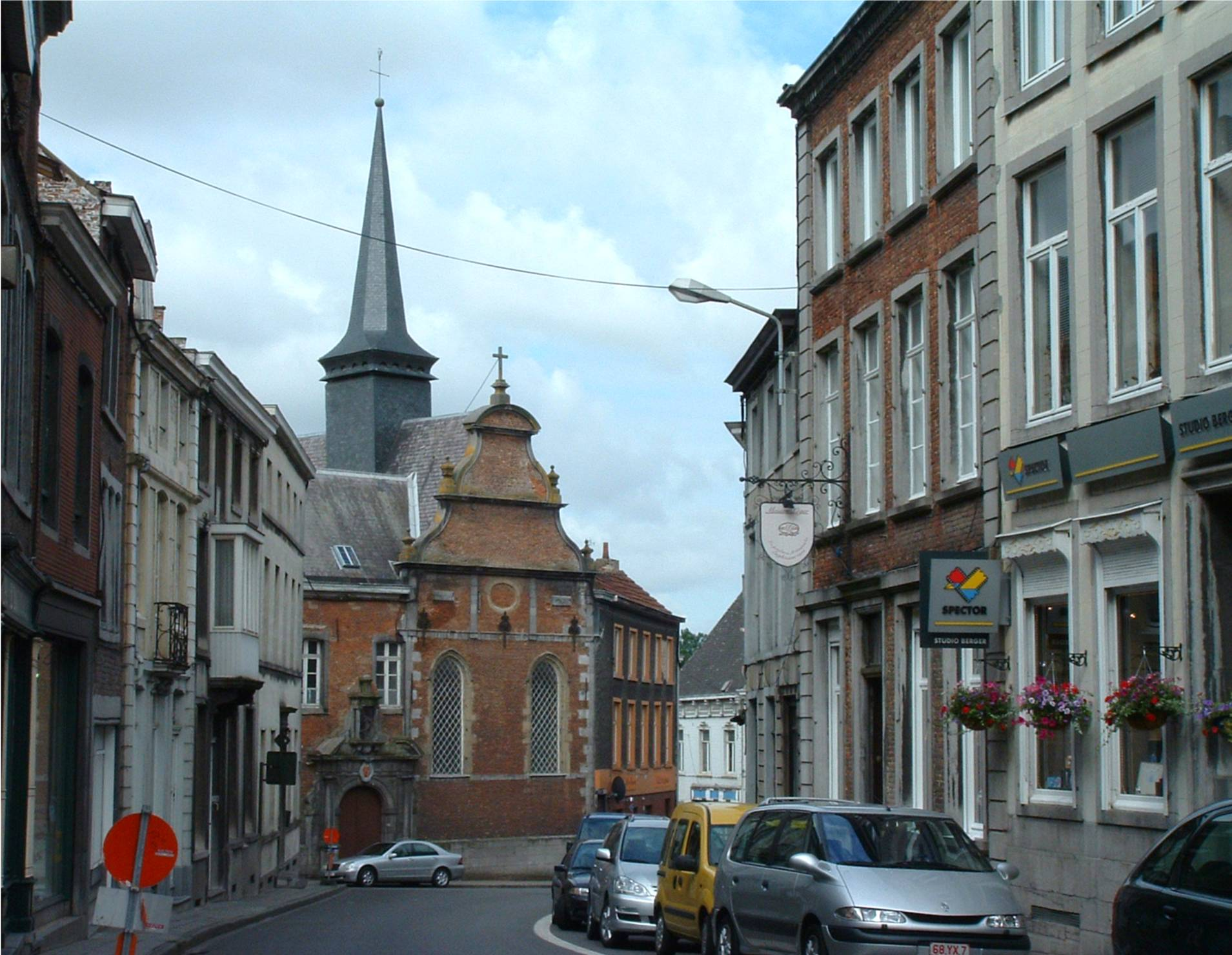
Enghien

Enghien (nederländska: Edingen) är en kommun i provinsen Hainaut i regionen Vallonien i Belgien. Enghien hade 12 481 invånare per 1 januari 2008.